# Алек Болдуин
Алек Болдуин (на английски: Alec Baldwin, роден Александър Рей Болдуин III, на английски: Alexander Rae Baldwin III) е американски актьор.

## Биография
Роден е на 3 април 1958 г. Има трима братя – Стивън, Уилям и Даниъл Болдуин, които също са известни актьори.
Започва кариерата си като актьор през 1979 г. по време на следването си в Драматичната школа на Нюйоркския университет, обучавайки се в театралния институт на Лий Страсбърг. През 1993 г. отново постъпва в Нюйоркския университет, за да завърши следването си, получавайки степен „бакалавър по изящни изкуства“, специалност „Драма“.
Професионалният му дебют е в сериала на „Ен Би Си“ „Докторите“. След това участва в няколко телевизионни програми, сред които „Приземяването на Нот“ и „Облечен в сиво“.
Дебютирайки на театралната сцена през 1986 г., в черната комедия на Джо Ортън „Плячка“, Алек Болдуин получава наградата „Тиътър Уърлд“. След това участва в редица постановки: „Живот, посветен на театъра“ на Дейвид Мамет в театъра „Хартман“ в Стамфорд и на театралния фестивал в Уилямстаун. На Бродуей е участвал в „Големи пари“ на Карли Чърчил и получава награда „Оби“ през 1991 г. за изпълнението си в „Прелюдия към една целувка“. Той участва в телевизионната постановка на „Трамвай Желание“, с участието и на Джесика Ланг, Джон Гудман, и Даян Лейн, излъчена по „Си Би Ес“.
Алек Болдуин е актьор с активна обществена позиция:
- той е един от спонсорите на театралния фестивал на Бей Стрийт в Кар Харбър и театър „Съркъл Реп“ в Ню Йорк;
- член на борда на директорите на „Криейтив Коалишън“ (информационна групировка със седалище Ню Йорк),
- член е на движението „Радетели за американския начин на живот“,
- член е на Градския център и на Драматичната лига на Ню Йорк,
- поддръжник на Движението за опазване на река Хъдсън от град Гарисън, щат Ню Йорк и на Организацията за защита на животните.

Женен е за Ким Бейсингър в периода 1991 – 2002 г.

## Филмография
- Бебе Бос (2017) – Тиодор Темпелтън – Бебе Бос (глас)
- Мисията невъзможна: Престъпна нация (2015) – Алън Хънли
- Все още Алис (2014) – Джон Хауленд
- Син жасмин (2013) – Хал Франсис
- Рокфелер плаза 30 (2006 – 2013) – Джак Донахю
- Чудната петорка (2012) – Дядо Коледа (глас)
- На Рим с любов (2012) – Джон
- Рок завинаги (2012) – Денис Дюпри
- Споделен живот (2009) – Кембъл Александър
- Не е лесно... (2009) – Джейк Адлър
- Гаджето на най-добрия ми приятел (2008) – проф. Търнър
- С ножица в ръка (2006) – Норман Бъроуз
- Добрият пастир (2006) – Сам
- От другата страна (2006) – Джордж Елърби
- Купон с Дик и Джейн (2005) – Джак Маккалистър
- Елизабеттаун (2005) – Фил Девос
- Авиаторът (2004) – Хуан Трипе
- Спондж Боб (2004) – Денис
- Завръщането на Поли (2004) – Стан Индурски
- Котката с шапка (2003) – Куин
- Убиецът на шанса (2003) – Шели Каплоу
- Кланът Тененбаум (2001) – Разказвача
- Реална фантазия (2001) – капитан Грей Едуардс (глас)
- Кучета и котки (2001) – Буч (глас)
- Пърл Харбър (2001) – подполковник Джими Дулитъл
- На Кръстопът (2000) – Боб Беринджър
- Продавачи (телевизионен филм) (2000) – Леонардо Леонардо (глас)
- Нотинг Хил (1999) – Джеф Кинг
- Извън Провиидънс (1999) – Стареца Дъмпи
- Код "Меркурий" (1998) – Подполковник Никълъс Кудроу
- Острието (1997) – Робърт Гриин
- Призраци от Мисисипи (1996) – Боди Делойтър
- Сянката (1994) – Сянката/Ламонт Кранстън
- Сега и завинаги (1994) – Док Маккой
- Злоба (1993) – д-р Джед Хил
- Глендъри Глен Рос (1992) – Блейк
- „The Marrying Man“ (1991) – Вечният жених/ Чарли Пърл
- На лов за Червения октомври (1990) – Джак Райън
- Married to the Mob (1988) – Джон Де Марко „Краставицата“
- Бийтълджус (1988) – Адам